# Miloslav Chlupáč

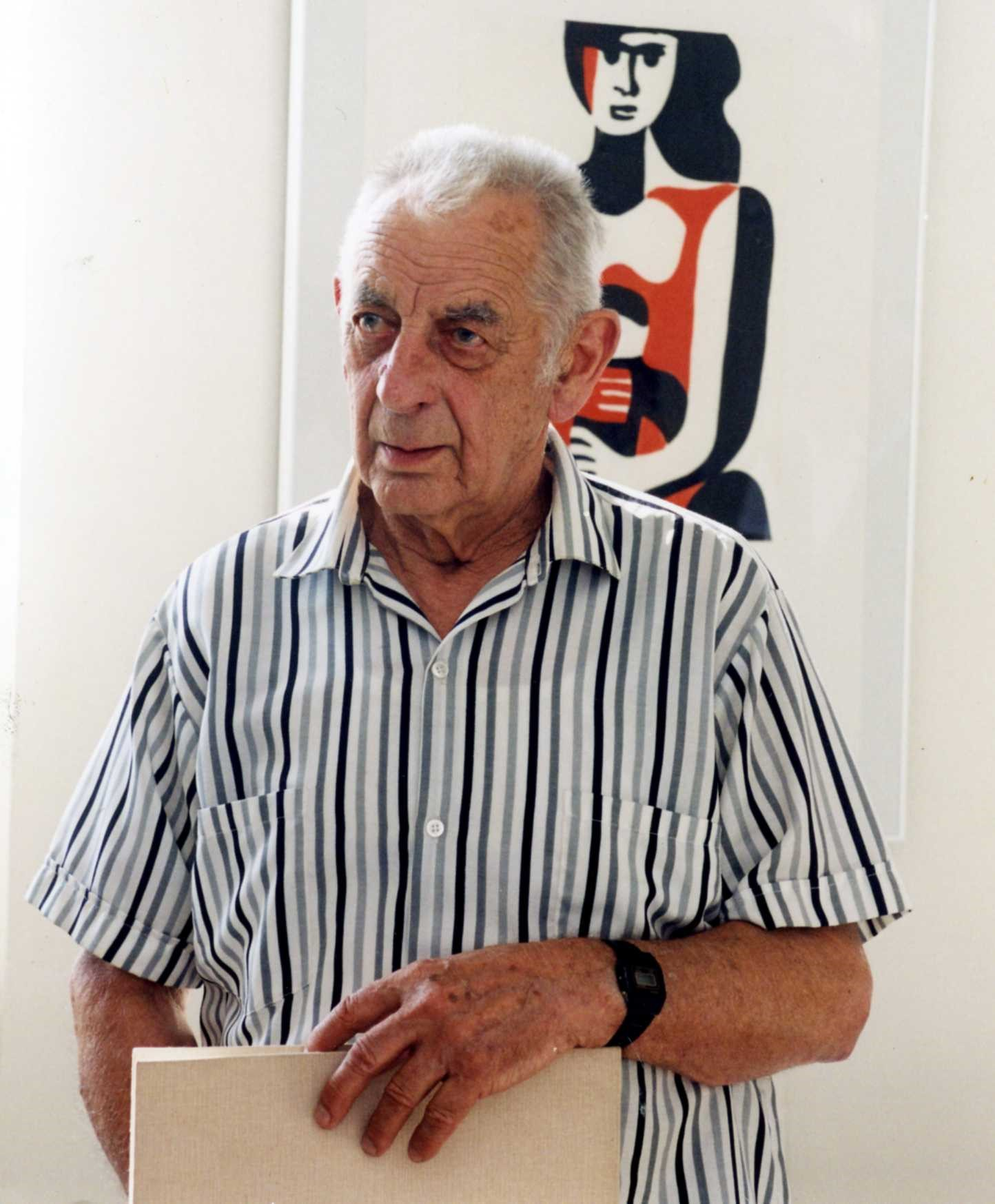
Miloslav Chlupáč (2001)

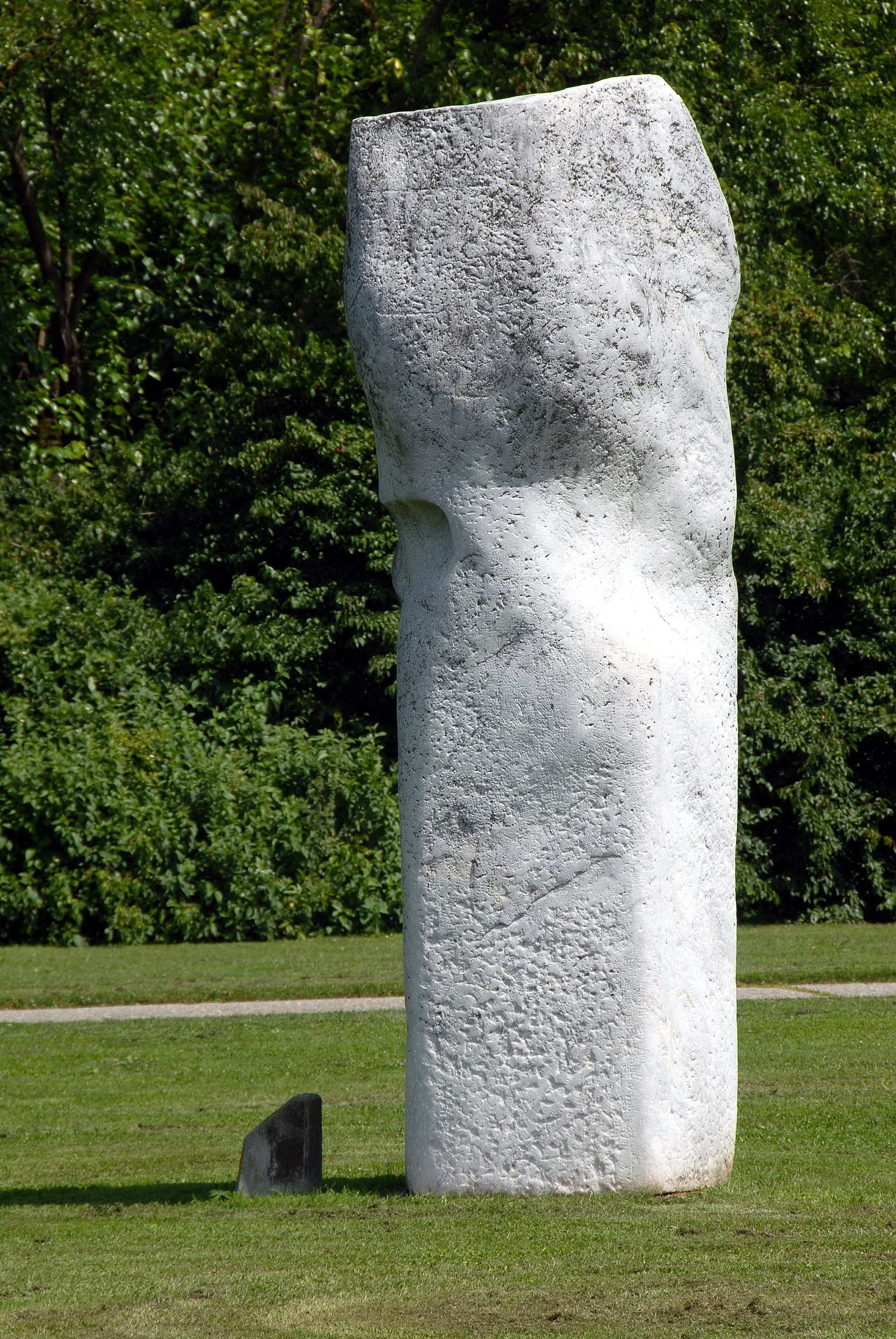
Steinsäule aus Krastaler Marmor in Klagenfurt

Miloslav Chlupáč (* 10. Juli 1920 in Benešov, Tschechoslowakei; † 30. November 2008 in Prag) war ein tschechischer Bildhauer.

## Leben und Werk
Chlupáč wurde an der Kunstgewerbeschule in Prag zum Bildhauer ausgebildet. Er lebte und arbeitete in Prag und nahm an zahlreichen Bildhauersymposien in Europa und anderen Ländern teil. Um ihn zu ehren, schrieb die Internationale Sommerakademie für Bildende Kunst Salzburg ein Stipendium für teilnehmende Künstler aus.
- Bildhauersymposion St. Margarethen in Sankt Margarethen im Burgenland in Österreich (Symposion Europäischer Bildhauer) (1963 und 1964)
- Bildhauersymposion Vyšné Ružbachy bei Vyšné Ružbachy (Okres Stará Ľubovňa) in der Slowakei (1965 und 1966)
- Bildhauersymposion Krastal bei Villach in Kärnten (1967)
- Symposium de sculpture in Grenoble, (1967), aus Anlass der Olympischen Winterspiele 1968
- Mexiko Ruta de la Amistad aus Anlass der Olympischen Sommerspiele 1968
- Bildhauersymposion Oggelshausen (1969)
- Bildhauersymposion Krastal im Europapark Klagenfurt (1969)
- Bildhauersymposion Villány in Ungarn (1971)
- Bildhauersymposion Forma Viva in Portorož in Slowenien (1981)
- Steine an der Grenze, Symposion in Merzig in Deutschland (1988)
- Symposion während der Internationalen Sommerakademie für Bildende Kunst Salzburg (1988)
- Bildhauersymposion Hořice in Hořice (1994)

## Werk (Auswahl)
- Ohne Titel (1963), Sankt Margarethen im Burgenland
- Skulptur (1967), Olympisches Dorf in Grenoble
- Las tres Gracias (1968), Ruta de la Amistad in Mexiko-Stadt
- Ohne Titel (1969), Skulpturenweg Oggelshausen in Oggelshausen
- Ohne Titel (1971), Skulpturenpark in Villány
- Steinsäule (1994) im Europapark Klagenfurt in Klagenfurt
- Lügen (1994) in Hořice in Tschechien
- Flamme am Palach-Pylon in Prag (Modell 1968), realisiert erst 2020 von Antonín Kašpar